# شرکت سرمایه‌گذاری ایران
شرکت سرمایه‌گذاری ایران شرکت خدمات مالی و سرمایه‌گذاری ایرانی است، که در سال ۱۳۸۵ با سرمایه ۱۲۶ شخصیت حقیقی و حقوقی به ارزش معادل ۸۳ میلیارد تومان تأسیس شد. در اردیبهشت ماه سال ۱۳۸۹ سرمایه این شرکت به ۹۰۰ میلیارد تومان افزایش یافت. این شرکت در سال مالی ۱۳۹۰ با درآمدی بالغ بر ۳ هزار میلیارد تومان، در رتبه ۲۶ از بزرگ‌ترین شرکت‌های ایران قرار گرفت و در فهرست برترین شرکت‌های ایران نسبت به سال گذشته، ۱۳۴ پله صعود کرد. شرکت سرمایه‌گذاری ایران در سال ۱۳۹۱ به عنوان نهاد مالی تحت نظارت سازمان بورس و اوراق بهادار به شماره ثبت ۱۱۱۱۶ پذیرفته شد و در حال حاضر با سرمایه ۱۱٬۰۰۰ میلیارد ریال به عنوان هلدینگ تخصصی چند رشته‌ای در کشور فعالیت دارد.
تمرکز اصلی این شرکت در زمینه سرمایه‌گذاری و خرید سهام شرکت‌های تخصصی، مادر تخصصی، هلدینگ و خدماتی فعال در حوزه‌های حمل‌ونقل، انرژی، پتروشیمی، نفت و گاز و معدن معطوف می‌باشد.

## برخی شرکت‌های زیر مجموعه
شرکت سرمایه‌گذاری ایران هم‌اکنون مالک شرکت‌های زیادی است، که می‌توان به چند نمونه اشاره کرد:
- گروه پتروشیمی سرمایه‌گذاری ایرانیان
- شرکت بازرگانی پتروشیمی
- تأمین قطعات صنایع پتروشیمی
- شرکت نخل بارانی پردیس
- شرکت انرژی‌گستر جم
- شرکت فراساحل ایران
- پتروشیمی کارون
- پتروشیمی شیراز
- پتروشیمی تخت جمشید
- صنایع پتروشیمی کرمانشاه
- پتروشیمی زاگرس
- پتروشیمی ایلام
- پتروشیمی ارومیه
- پتروشیمی فسا
- پتروشیمی جهرم
- پتروشیمی گچساران
- پتروشیمی لردگان
- پتروشیمی صدف عسلویه
- پتروشیمی داراب
- شرکت پارس پرند دیبا
- شرکت کالا بازار ایرانیان
- سرمایه‌گذاری نیرو
- شرکت حمل‌ونقل پتروشیمی
- شرکت اسپک
- شرکت فن‌آسا
- معدن مس ریگان

## سهامداران عمده
سهامداران عمده این شرکت شامل؛ بانک ایران زمین (۳۶ درصد)، شرکت کیسون (۱۵ درصد)، شرکت هزاره سوم (۱۱ درصد)، بانک گردشگری (۱۰ درصد)، شرکت البرز مهر پارسا بنا (۹ درصد)، شرکت توسعه اقتصادی آریان (۹ درصد) و گروه سابین (۷ درصد) می‌باشند.